# Championnats d'Europe de trampoline 2024
Navigation
2022 2026
La 28e édition des championnats d'Europe de trampoline, double mini-trampoline et tumbling ont lieu du 3 au 7 avril à Guimarães au Portugal.

## Podiums

### Senior
| Épreuves                | Or                                                                          | Argent                                                                            | Bronze                                                                          |
| ----------------------- | --------------------------------------------------------------------------- | --------------------------------------------------------------------------------- | ------------------------------------------------------------------------------- |
| Hommes                  |                                                                             |                                                                                   |                                                                                 |
| Trampoline              | Pedro Ferreira                                                              | Pierre Gouzou                                                                     | Diogo Abreu                                                                     |
| Synchro                 | Grande-Bretagne- Zak Perzamanos - Corey Walkes                              | France- Pierre Gouzou - Morgan Demiro-o-Domiro                                    | Portugal- Gabriel Albuquerque - Lucas Santos                                    |
| Trampoline par équipes  | France- Julian Chartier - Pierre Gouzou - Allan Morante                     | Allemagne- Matthias Pfleiderer - Caio Lauxtermann - Fabian Vogel                  | Espagne- David Vega - Jorge Martín - Robert Vilarasau                           |
| Double Mini             | Tiago Sampaio Romão                                                         | Andrés Martinez                                                                   | Brent Deklerck                                                                  |
| Double Mini par équipes | Espagne- David Franco - Nuno Villafane - Andrés Martinez                    | Portugal- Tiago Sampaio Romao - Diogo Fernandes - Diogo Cabral                    | Allemagne- Adrian Thomson - Hannes Koenig - Daniel Schmidt                      |
| Tumbling                | Magnus Lindholmer                                                           | Tofig Aliyev                                                                      | Kristof Willerton                                                               |
| Tumbling par équipes    | Azerbaïdjan- Bilal Gurbanov - Adil Hajizada - Tofig Aliyev - Mikhail Malkin | Grande-Bretagne- William Cowen - Fred Teague - Jaydon Paddock - Kristof Willerton | Portugal- Gonçalo Nunes - Paulo Marques Maia da Cruz - Diogo Gomes - Vasco Peso |
| Femmes                  |                                                                             |                                                                                   |                                                                                 |
| Trampoline              | Bryony Page                                                                 | Léa Labrousse                                                                     | Noemí Romero Rosario                                                            |
| Synchro                 | Grande-Bretagne- Bryony Page - Isabelle Songhurst                           | France- Marine Jurbert - Léa Labrousse                                            | Géorgie- Anano Apakidze - Mariam Ragimovi                                       |
| Trampoline par équipes  | France- Cléa Brousse - Laura Paris - Léa Labrousse                          | Géorgie- Luba Golovina - Anano Apakidze - Mariam Ragimovi                         | Portugal- Catarina Marianito Nunes - Sofia Correia - Ingrid Maior               |
| Double Mini             | Melania Rodriguez                                                           | Diana Gago                                                                        | Alexandra Garcia                                                                |
| Double Mini par équipes | Portugal- Matilde Oliveira - Alexandra Garcia - Diana Gago - Ines Martins   | Grande-Bretagne- Kirsty Way - Ruth Shelevan - Bethany Willamson - Molly McKenna   | Espagne- Diana Sanz - Marta Lopez - Alejandra Brana - Melania Rodriguez         |
| Tumbling                | Alexandra Efraimoglu                                                        | Mariana Cascalheira                                                               | Maëlle Dumitru-Marin                                                            |
| Tumbling par équipes    | Grande-Bretagne- Naana Oppon - Megan Kealy - Comfort Yeates                 | France- Maëlle Dumitru-Marin - Manon Morançais - Candy Brière-Vetillard           | Belgique- Tachina Peeters - Evi Milh - Louise Van Regenmortel                   |